# Lista de regiões do Reino Unido por IDH

Mapa das regiões do Reino Unido por IDH em 2017.
Legenda:
> 0.950
0.930 - 0.950
0.910 - 0.930
0.890 - 0.910
< 0.890

Esta é uma lista das regiões do Reino Unido por Índice de Desenvolvimento Humano, referente ao ano de 2017.

## Lista
| Desenvolvimento Humano Muito Alto | Desenvolvimento Humano Muito Alto | Desenvolvimento Humano Muito Alto | Desenvolvimento Humano Muito Alto |
| Rank                              | Região                            | IDH (2017)                        | País comparável                   |
| --------------------------------- | --------------------------------- | --------------------------------- | --------------------------------- |
| 1                                 | Grande Londres ( Inglaterra)      | 0.965                             | Noruega                           |
| 2                                 | Sudeste ( Inglaterra)             | 0.937                             | Alemanha                          |
| 3                                 | Sudoeste ( Inglaterra)            | 0.927                             | Canadá                            |
| –                                 | Reino Unido (média)               | 0.921                             | Finlândia                         |
| 4                                 | Leste da Inglaterra ( Inglaterra) | 0.912                             | Bélgica                           |
| 5                                 | Midlands Orientais ( Inglaterra)  | 0.909                             | Japão                             |
| 5                                 | Noroeste ( Inglaterra)            | 0.909                             | Japão                             |
| 7                                 | Midlands Ocidentais ( Inglaterra) | 0.907                             | Áustria                           |
| 8                                 | Yorkshire e Humber ( Inglaterra)  | 0.902                             | Coreia do Sul                     |
| 9                                 | Escócia                           | 0.901                             | França                            |
| 10                                | Irlanda do Norte                  | 0.899                             | França                            |
| 11                                | Nordeste ( Inglaterra)            | 0.893                             | Espanha                           |
| 12                                | País de Gales                     | 0.885                             | Chéquia                           |